# 邦菲诺波利斯-迪米纳斯
邦菲诺波利斯-迪米纳斯是巴西米纳斯吉拉斯州的一个市镇。总面积1778.162平方公里，总人口5828人，人口密度3.3人/平方公里。